# Til Barsip

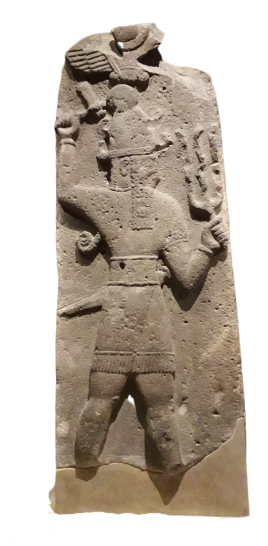
Stèle de Til-Barsip datant de la période néo-hittite, montrant le dieu de l'orage Tarhunza. Paris, Musée du Louvre.

Til Barsip est une ancienne cité de l'empire assyrien, située actuellement sur le Tell Ahmar, en Syrie actuelle, sur la rive gauche de l'Euphrate à 22 km au sud de Karkemish. 

## Histoire

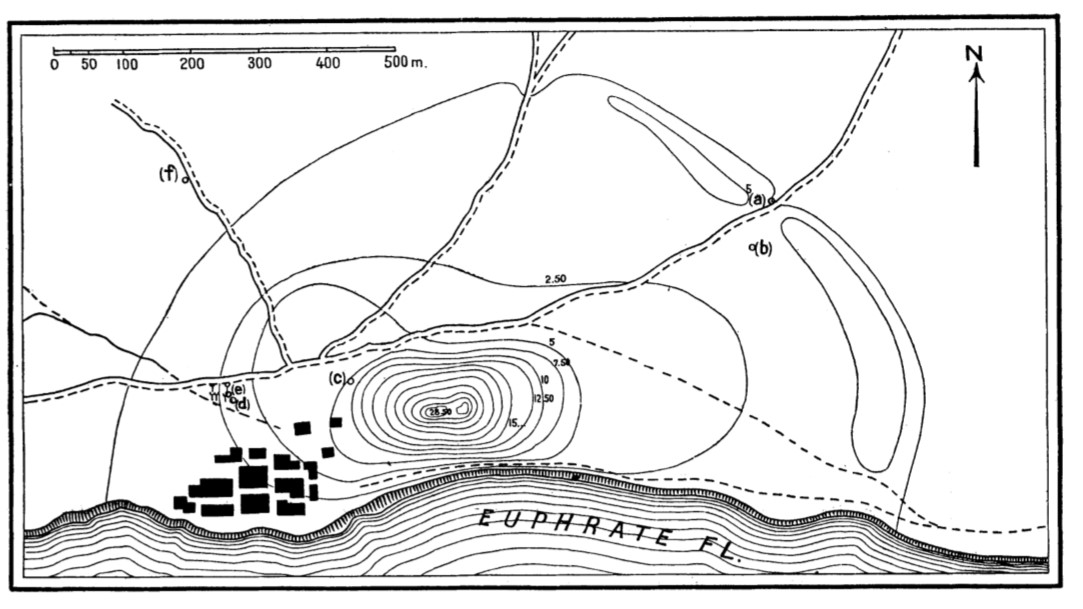
Plan du site de Tell Ahmar, dressé lors des fouilles de Thureau-Dangin (1929).

Til Barsip est occupée un temps par une dynastie néo-hittite. Au IXe siècle, elle devient la capitale d'une principauté araméenne. Elle est ensuite conquise par les Assyriens sous le règne de Salmanazar III (qui règne de 858 à 824) et mène quatre campagnes militaires contre le souverain de Til Barsip, Ahuni, avant de le vaincre en 855 avant J.-C. Les Assyriens changent la ville en un important centre provincial rebaptisé Kar-Salmanazar. C'est de cette période que date le palais dégagé sur le tell, qui est renommé pour les fragments de peintures qui y ont été retrouvés.

## Palais
Le palais de Til-Barsip a pour dimensions 130 mètres de long pour 30 de large. Sa partie sud, actuellement sous l’Euphrate, n'a pas pu être dégagée, mais ce qui reste est bien conservé. C’est une construction massive, entourée de remparts, sans doute sans autre ouverture que l’entrée principale située au nord. De là on accédait à la première cour, d’environ 21 × 6,7 m, centre de l’espace public, d’où on accédait en passant par la salle du trône vers la cour servant de centre à l’espace privé (bien plus vaste, 65 × 25 mètres). D’autres cours plus petites servaient de base à l’organisation de l’espace intérieur. 
Ce palais ne comporte pas de reliefs sculptés comme les grands palais royaux contemporains, mais des fresques peintes, reprenant les mêmes motifs que les orthostates de palais des capitales royales.